# Российская экономическая школа
Российская экономическая школа (РЭШ) (англ. New Economic School (NES)) — негосударственное образовательное учреждение высшего образования, предлагающее магистерские программы по экономике и финансам, а также бакалаврскую программу РЭШ и ВШЭ по экономике. Организована в Москве в 1992 году по инициативе директора ЦЭМИ академика РАН В. Л. Макарова, профессора Иерусалимского университета Гура Офера и других российских и зарубежных учёных-экономистов. Учредителями РЭШ являются ЦЭМИ РАН и МГУ им. М. В. Ломоносова.
Преподавание в РЭШ ведётся российскими исследователями и профессорами, имеющими докторские степени известных университетов мира (Гарварда, Массачусетского технологического института, Мичигана, Университета штата Пенсильвания, Лондонской школы бизнеса, Университета Висконсина в Мэдисоне, Тулузского университета).
В составе РЭШ с 2005 года действует исследовательское подразделение — Центр экономических и финансовых исследований и разработок (ЦЭФИР), основанный в 2000 году как независимый некоммерческий научно-исследовательский институт (think tank). В 2011 году в РЭШ был открыт Центр демографических исследований. В 2013 году в рамках мегагранта Правительства РФ в РЭШ открыта Лаборатория исследования социальных отношений и многообразия общества (научный руководитель — профессор Шломо Вебер).

## История и Миссия Школы
Российская экономическая школа (РЭШ) была основана в Москве в 1992 году В. Л. Макаровым и Гуром Офером.
Учредителями РЭШ явились ЦЭМИ РАН и МГУ им. М. В. Ломоносова. Школа была основана для развития в России экономической науки мирового уровня. Миссия школы — современное экономическое образование и исследования для российского общества, бизнеса и государства.
На момент основания школа предлагала одну образовательную программу — «Магистр экономики» (Master of Arts in Economics). В первые годы существования классы составляли 30-40 студентов, а профессорский состав был представлен преподавателями ЦЭМИ, а также профессорами ведущих университетов США, Англии, Израиля и Австралии.
Традиционно, в ходе конкурсного отбора, студентами этой программы становились выпускники бакалавриата и студенты старших курсов следующих высших учебных заведений: МГУ, МФТИ, ВШЭ, МГТУ им. Баумана, НГУ. Вступительные экзамены проводились в Москве и Новосибирске.
Школа с момента основания уделяла большое внимание соблюдению Кодекса чести студента РЭШ и придерживалась самых строгих стандартов в предупреждении шпаргалок, плагиата и списывания.
Первым штатным профессором РЭШ в 1999 году стал Сергей Гуриев. Важной страницей в истории развития РЭШ стал набор выпускников РЭШ, закончивших программы PhD ведущих мировых университетов, в преподавательский состав РЭШ. Первым выпускником, ставшим профессором в РЭШ стал Станислав Анатольевич Анатольев в 2000 году. На 2012 год из 30 штатных профессоров 16 являются выпускниками школы. РЭШ стала первым российским ВУЗом, участвующим в процессе набора выпускников ведущих зарубежных PhD программ по экономике в профессорский состав.
В 2004 году ректором РЭШ был выбран Сергей Гуриев. Первый ректор РЭШ, академик В. Л. Макаров, стал президентом РЭШ и членом Совета директоров школы.
В 2007 году РЭШ, при поддержке Morgan Stanley, запустила программу «Мастер финансов» (Master in Finance, MiF). Программой руководит профессор финансов РЭШ Анна Обижаева (Ph.D., MIT Sloan).
7 июля 2009 года на выпускном вечере РЭШ, проходившем в Гостином дворе, в присутствии более тысячи гостей с поздравительной речью выступил президент США Барак Обама и вручил диплом лучшей выпускнице РЭШ 2009 года.
В 2011 году РЭШ, совместно с Высшей школой экономики, открыла программу бакалавриата экономики. Программой руководят Сергей Степанов со стороны Высшей школы экономики и Ирина Денисова со стороны РЭШ.
В 2012 году Российской экономической школе исполнилось 20 лет, в связи с чем на протяжении всего года была проведена серия мероприятий.
В 2013 году открылась Лаборатория исследования социальных отношений и многообразия общества РЭШ
В 2014 году РЭШ переехала из здания ЦЭМИ в Сколково.
В 2015 году была открыта Магистерская программа «Экономика энергетики и природных ресурсов» (в настоящий момент набор на программу прекращен) и программа «Мастер наук по финансам».
В 2016 году была открыта Магистерская программа «Финансы, инвестиции, банки» и программа «Мастер наук по экономике энергетики».
В 2017 году совместно с Московской школой управления Сколково и Сколковским институтом науки и технологий (Сколтехом) был создан образовательный хаб «Сколково».
19 декабря 2017 года РЭШ отпраздновала юбилей — школе исполнилось 25 лет.
В 2019 году была открыта совместная программа со Школой анализа данных Яндекса «Экономика и анализ данных».
В 2022 году Сбер и РЭШ объявили о запуске программы по подготовке специалистов мирового уровня в сфере управления благосостоянием. С 2023 года первые студенты начали заниматься на новой флагманской программе Masters in Wealth Management (MWM). В ней собраны лучшие зарубежные и российские практики профессионального обучения в области управления частным капиталом. Она подготовлена с участием ведущих экспертов индустрии управления благосостоянием.
В октябре 2022 года РЭШ сделала еще один важный шаг в реализации стратегии развития и впервые объявила набор в аспирантуру. Первые аспиранты РЭШ приступят к обучению и работе над диссертациями с сентября 2023 года. Директором программы стал профессор Озгур Эврен.
В декабре 2022 года РЭШ отметила 30-летний юбилей. В честь этого события была проведена серия мероприятий, большинство из которых были посвящены памяти сооснователя РЭШ Гура Офера, ушедшего из жизни в ноябре 2022 года.

## Программы обучения

### Магистратура
Сегодня РЭШ предлагает студентам четыре магистерские программы: «Магистр экономики» (обучение очное, два года), «Финансы, инвестиции, банки» (обучение очное, два года), «Мастер финансов» (вечернее обучение, два года) и «Мастер наук по финансам» (обучение очное, один год).
Программа «Магистр экономики» даёт фундаментальные знания в области экономики. Обязательные курсы включают в себя микроэкономику, макроэкономику, эконометрику, теорию игр, английский язык, а курсы по выбору покрывают основные разделы современной экономической науки: теорию отраслевых рынков, международную торговлю, финансы, экономику общественного сектора, экономику развития и т. д. На эту магистерскую программу поступают выпускники различных вузов.
Программа «Мастер финансов» (416 ауд. часов) — вечерняя программа для тех, кто хочет получить современное финансовое образование международного уровня и стать частью сообщества высококлассных специалистов. Обучение проводят профессора со степенью PhD лучших западных университетов и ведущие эксперты финансовой области. Программа сочетает теорию финансов и прикладные курсы, учит работать с данными, развивает soft skills. Каждый обучающийся может выбрать оптимальный темп обучения, сочетание онлайн/офлайн форматов и набор курсов, что позволяет комфортно совмещать обучение с работой и выстроить его с акцентом на интересующие направления. Действуют эксклюзивные соглашения о сотрудничестве с CFA Russia и Massachusetts Institute of Technology (USA). По окончании выдаётся диплом РЭШ.
Онлайн-программа Mini-MIF (168 ауд. часов) — первая дистанционная онлайн-программа по финансам в РЭШ. Программа поможет в сжатые сроки — за полгода — приобрести качественные, прикладные знания по финансам. По окончании выдаётся диплом РЭШ.

### Бакалавриат
В 2010 г. РЭШ и Высшая школа экономики приняли решение о создании совместной бакалаврской программы по экономике, которая будет реализована в рамках программы развития Национального исследовательского университета «Высшая школа экономики». При окончании данной программы студенты получают два диплома — Российской экономической школы (РЭШ) и Высшей школы экономики (ВШЭ). Первые студенты совместной программы «Бакалавр экономики» приступили к занятиям в сентябре 2011 г.
Открывшаяся программа пользуется популярностью среди победителей и призёров всероссийских олимпиад по экономике и математике, вошедших в утверждённый Министерством образования перечень. Из 55 победителей и призёров Всероссийской олимпиады по экономике, поступавших в вузы в 2011 году, Совместный бакалавриат ВШЭ и РЭШ выбрали 39 человек. Эта тенденция сохранилась и в последующие годы — около 2/3 студентов Совместного бакалавриата ВШЭ и РЭШ поступают как победители и призёры олимпиад. При наборе 2015 года проходной балл для поступавших на бюджетные места по результатам ЕГЭ был 380 (из 400).
В 2022 МФТИ при участии РЭШ запускает программу «Прикладная математика и информатика: Анализ данных, экономика и финансы», нацеленную на подготовку data scientists с глубокими компетенциями в области экономики.

### Корпоративное обучение
Сертификатные программы РЭШ (от 84 ауд. часов) — серии курсов по широкому спектру направлений: «основы финансов», «инвестиции», «корпоративные финансы», «управление активами», «риск-менеджмент», «количественные финансы», «банковское дело», «прикладные экономика и право», «анализ данных», «финтех» и «soft skills».
Курсы РЭШ (от 14 ауд.часов) — современные знания по отдельным направлениям в финансах без отрыва от работы. Занятия проходят вечером по будням и по субботам. В курсы можно прослушать как офлайн в центре Москвы, так и дистанционно; есть возможность сочетать оба формата по индивидуальному плану. В случае успешного окончания выдаётся сертификат РЭШ.

### Совместная программа с Яндекс
Школа анализа данных (ШАД) и Российская экономическая школа (РЭШ) открыли совместную программу дополнительного образования «Экономика и анализ данных». Она предназначена для тех, кто хочет решать задачи на стыке экономики и анализа данных.

## Научная жизнь РЭШ

### РЭШ в рейтингах
РЭШ занимает 1 место в России в рейтинге топ-100 лучших исследовательских институтов Тилбургского университета. Он учитывает количество публикаций в ведущих научных изданиях по экономике, эконометрике и финансам.
РЭШ занимает 1 место в категории «Вузы сферы управления (экономика, финансы, юриспруденция)» по «Рейтингу востребованности вузов в РФ-2018», подготовленному проектом «Социальный навигатор» МИА «Россия сегодня».
В 2019, 2018 и 2017 годах в рейтинге QS World University Rankings by Subject РЭШ вошла в топ-200 лучших вузов мира и в топ-3 лучших вузов России в предметном рейтинге «Экономика и эконометрика».
В 2022 году РЭШ сохранила свои позиции в предметном академическом рейтинге глобального Шанхайского рейтинга (GRAS) по направлению «Экономика» (301—400 место) и остаётся одним из двух российских вузов, представленных в нём.
РЭШ занимает 1 место в Top 25 % Institutions in Russia RePEc.
РЭШ входит в Top 25 % European Economics Departments RePEc.
Согласно опросу Changellenge, 100 % студентов Российской экономической школы довольны своим образованием. РЭШ получает первое место среди вузов России по этому показателю уже четвёртый год.

### Работа со студентами
РЭШ стимулирует и организует исследовательскую работу студентов. Во время второго года обучения студенты магистратуры по экономике ведут научные исследования в исследовательских проектах под руководством профессоров. В результате этой работы создаются и защищаются магистерские диссертации, а результаты исследований докладываются на конференциях РЭШ и при возможности публикуются.

### Публичные лекции
В 2010—2013 гг. РЭШ провела цикл публичных лекций в Лектории Политехнического музея по различным экономическим темам, объединённым в тематические циклы:
- «Экономика: просто о сложном» — 16 лекций: 2010—2011 гг.
- «Финансы: просто о сложном» — 10 лекций: осень 2011 г.
- «Гостевые лекции РЭШ» — 7 лекций: 2010—2011 гг. В рамках гостевых лекций по приглашению и поддержке школы были прочитаны лекции ведущими международными экономистами: Альберто Алесина, Вилльям Баутер, Чжонг Нам О, Рассел Питман, Вильям Меггинсон, Цянь Инъи.
- «Вопросы экономистам» — 5 лекций: февраль — май 2012 г.
- «Экономическая политика» — 5 лекций: март — май 2012 г.

Продолжая традицию, в январе-феврале 2014 г. РЭШ в партнёрстве с Фондом Гайдара организовала цикл из 3 публичных лекций «Homo Socialis — кто он?», который продолжится весной 2014 г.
В 2018 г. РЭШ открыла Экономический лекторий двумя циклами лекций:
- «Экономика труда» — 4 лекции: 16 октября-6 ноября (Лекции прочитали профессора РЭШ Ирина Денисова, Хосни Зоаби, проректор РЭШ Максим Буев, бывший главный экономист ЕБРР Сергей Гуриев).
- «Экономика здоровья» — 5 лекций: 13 ноября-11 декабря (Лекторы: профессора РЭШ Ирина Денисова, Евгений Яковлев, Андрей Бремзен, профессор Университета Боккони Жером Адда, профессор Свободного университета Берлина Наталья Данцер).

В 2019 году Школа провела серию лекций «Экономика в современном мире» и «Гендерная экономика».
В 2020 РЭШ организовала 5 циклов лекций в онлайн-формате:
- «Больше чем экономика»
- «Экономика и жизнь»
- «Гостевой цикл лекций»
- «Лекции памяти Альберто Алесины»
- «Профессии будущего в финансах».

В 2021 году в рамках Лектория РЭШ прошло 4 цикла онлайн-лекций:
- «Гостевой цикл»
- «Прикладные финансы»
- «Вопросы экономистам»
- «Школы, доноры и интернет-реклама: все про дизайн рынков».

### Подкаст РЭШ «Экономика на слух»
Выходит с декабря 2020 года в аудиоформате на еженедельной основе. В подкасте профессора и выпускники РЭШ, а также приглашенные эксперты обсуждают с журналистами экономические, финансовые и социальные проблемы современности, а также рассказывают об интересных исследованиях и об их практическом применении. Доступен на подкаст-платформах и на YouTube.

### Научно популярный портал GURU (guru.nes.ru)
Портал Российской экономической школы, на котором представлены материалы об экономике, финансах, образовании, объясняющие в простой и понятной форме важные и актуальные явления в обозначенных областях. Материалы доступны в разных форматах: видеозаписи лекций, аудиозаписи подкаста, тексты интервью, различные форматы статей, тесты.

### ЦЭФИР
Большинство профессоров РЭШ ведёт исследовательскую деятельность в Центре экономических и финансовых исследований и разработок (ЦЭФИР).
ЦЭФИР — это независимый некоммерческий научно-исследовательский институт, основанный в 2000 году. В 2005 г. ЦЭФИР и РЭШ создали стратегическое партнёрство, в результате которого, оставаясь юридически и формально отдельной организацией, функционально ЦЭФИР стал частью РЭШ.
Миссия ЦЭФИР — проведение экономических исследований для содействия экономическому и социальному развитию России. Исследователи ЦЭФИР используют современные научные методы для анализа мер экономической и социальной политики, на основе которого они предлагают идеи и рекомендации российским органам власти и бизнесу.

## Структура управления РЭШ
Структура управления РЭШ состоит из Совета директоров, ректора и президента. В РЭШ также осуществляет деятельность Международный комитет советников (МКС) РЭШ.

### Совет директоров
Совет директоров — высший орган управления РЭШ, целью которого является общее руководство Школой. В состав Совета директоров РЭШ входят:
- Пётр Авен — к.э.н., предприниматель;
- Эрик Берглоф — профессор, главный экономист Азиатского банка инфраструктурных инвестиций;
- Максим Бойко — приглашённый преподаватель Экономического факультета Гарвардского университета;
- Шломо Вебер — президент РЭШ, профессор, научный руководитель Лаборатории исследования социальных отношений и многообразия общества РЭШ;
- Аркадий Дворкович — президент ФИДЕ;
- Джангир Джангиров — старший вице-президент, руководитель блока «Риски» Сбера;
- Михаил Дмитриев — президент партнёрства «Новый экономический рост»;
- Рубен Ениколопов — ректор РЭШ (2018—2022), научный руководитель РЭШ, приглашенный профессор РЭШ;
- Барри Икес — профессор университета штата Пенсильвания, президент корпорации «Американские друзья РЭШ»;
- Алексей Кудрин — д.э.н., экономист, советник по корпоративному развитию «Яндекса», председатель Совета директоров РЭШ;
- Валерий Макаров — академик РАН, почётный президент РЭШ, научный руководитель ЦЭМИ РАН, директор Высшей школы государственного администрирования МГУ им. М. В. Ломоносова;
- Антон Суворов — ректор РЭШ;
- Ксения Юдаева — первый заместитель председателя Центробанка РФ.

### Международный комитет советников
Международный комитет советников (МКС) РЭШ состоит из ведущих российских и иностранных экономистов. Задачи МКС — курирование академической программы и научной деятельности в РЭШ, наём и продвижение профессорско-преподавательского состава.
В МКС РЭШ входят:
- Профессор Эрик Берглоф, Азиатский банк инфраструктурных инвестиций
- Профессор Стивен Дюрлауф[англ.], Чикагский университет
- Профессор Георгий Егоров, Школа менеджмента Келлога, Северо-Западный университет, координатор
- Профессор Екатерина Журавская, Высшая школа социальных наук и Парижская школа экономики[англ.]
- Профессор Барри Икес, Университет штата Пенсильвания
- Профессор Олег Ицхоки, Калифорнийский университет в Лос-Анджелесе
- Профессор Анна Микушева, Массачусетский технологический институт
- Профессор Анна Павлова, Лондонская школа бизнеса
- Профессор Илья Стребулаев, Стэнфордская высшая школа бизнеса
- Профессор Виктор Черножуков, Массачусетский технологический институт

### Ректоры РЭШ
1. 1992—2004: Академик Валерий Леонидович Макаров
2. 2004—2013: Профессор Сергей Маратович Гуриев 
 май — октябрь 2013: (и. о.) Профессор Станислав Анатольевич Анатольев
3. 2013—2015: Профессор Симеон Денчев Дянков
 октябрь 2015 г. — июль 2016 г.: (и. о.) Профессор Шломо Вебер
4. 2016—2018: Профессор Шломо Вебер
5. 2018—2022: Профессор Рубен Ениколопов
6. 2022—н.вр: Профессор Антон Суворов

## Студенческая жизнь

### Студенческий совет РЭШ
Органом студенческого самоуправления является Студенческий совет РЭШ. Студсовет участвует в управлении образовательных процессов РЭШ, планировании и реализации социальных инициатив. Председатель совета ежегодно избирается из числа наиболее общественно активных студентов РЭШ и в отдельных случаях удостаивается почётного звания «Почётный Гражданин РЭШ».

### Официальные мероприятия Школы
Ежегодно в РЭШ проходят три мероприятия для студентов и преподавателей, ставшие официальными событиями Школы:
- Welcome party в сентябре, где новые студенты и преподаватели знакомятся друг с другом
- New Year Party в конце декабря, знаменитый капустниками, подготовленными студентами, преподавателями и сотрудниками
- Commencement — Торжественная церемония вручение дипломов при окончании РЭШ в начале июля. Ежегодно на выпускной приглашается ведущий экономист, бизнесмен или политик в качестве основного докладчика и для вручения диплома лучшему выпускнику школы. Среди приглашённых докладчиков были Советник Президента РФ Аркадий Дворкович (2005 год), Президент США Барак Обама (2009 год), председатель правления ОАО «Роснано» Анатолий Чубайс (2010 год), Председатель Центрального банка Израиля и бывший Первый заместитель главы Международного валютного фонда Стэнли Фишер (2011 год), Профессор экономики, Варшавская школа экономики; Вице-премьер Польши и Министр финансов Польши (1989—1991; 1997—2000); Председатель Национального банка Польши (2001—2007) Лешек Бальцерович (2012 год), 54-й Президент Мексики (1994—2000) Эрнесто Седильо (2013 год).

### Студенческие клубы
Большая часть внеклассных занятий связана с подготовкой студентов к профессиональной карьере:
- NES Banking & Finance Society (основан в 2013 г. студентами BAE’16 Иваном Можаровым и Михаилом Бутковым). Клуб проводит открытые и закрытые встречи с лидерами финансовой индустрии, такими как Рубен Варданян, Гор Нахапетян, Алексей Марей, Андрей Звёздочкин и Владимир Потапов. Клуб проводит ежегодный международный чемпионат IFSA Traders' Cup в партнёрстве с клубами Гарварда, Лондонской школы экономики, Нью-Йоркского университета.[19][20]
- Клуб Практиков (основан в 2006 г. по инициативе группы выпускников). На заседаниях клуба участники обмениваются профессиональным опытом, знакомят студентов с особенностями карьеры в различных отраслях экономики.
- NES Case Club (организован студентами в 2010 г.). На встречах клуба студенты разбирают бизнес-кейсы. В 2011 году занятия клуба проходили при поддержке консультантов Bain&Company. Команды из РЭШ три года подряд выигрывали всероссийские чемпионаты по решению бизнес-кейсов.
- Клуб Дебатов РЭШ (основан в 2004 г.) занимается проведением дебатов среди студентов РЭШ, а также организацией участия студентов РЭШ в межвузовских турнирах по дебатам. Команда РЭШ успешно выступила на крупнейшем в СНГ англоязычном турнире по дебатам Moscow Open 2010 (МГИМО) и в финале Московской Лиги Чемпионов по парламентским дебатам сезона 2011 / 2012 гг..
- Менторская программа РЭШ — встречи между выпускниками и студентами, на которых обсуждаются вопросы о работе в консалтинговых компаниях, финансовых институтах, органах государственной власти и исследовательских центрах.
- New English Club (NEC) — клуб разговорного английского.

Значительное внимание уделяется спорту и интеллектуальным развлечениям. В Школе на регулярной основе работают организованные студентами секции по футболу и волейболу. Ежегодно проводятся турниры по баскетболу, настольному теннису, шахматами. Кроме этого студенты и преподаватели проводят турниры «Что? Где? Когда?»

### Общежитие РЭШ
Общежитие РЭШ расположено на арендуемых площадях общежития Академии труда и социальных отношений (АТиСО) по адресу Москва, ул. Люсиновская, д.72.

### Студенческая газета
С осени 2004 года в РЭШ издаётся собственная студенческая газета NES Paper. Из газеты можно узнать о студенческой жизни в РЭШ, научной работе профессоров, карьерных перспективах, прочитать интервью со студентами, выпускниками и профессорами Школы. Языки газеты — русский и английский.
Газета распространяется среди абитуриентов, студентов, выпускников, используется в качестве материала рекламного характера на Днях открытых дверей РЭШ. Все выпуски газеты в электронном формате размещены на сайте Школы. Выпуск газеты поддерживается её основателем Игорем Хмелем, выпускником 2006 года.